# ラドヴリツァ
ラドヴリツァ（Radovljica, ドイツ語: Radmannsdorf）は、スロベニアのゴレンスカ地方に位置する町であり、そして地方行政区画としての市でもある。
アントン・トマジュ・リンハルト Anton Tomaž Linhart の出身地である。